# ملعب ملطية إينونو
ملعب ملطية إينونو (بالتركية العثمانية: Malatya İnönü Stadı)‏ كان ملعبًا متعدد الأغراض في ملطية بتركيا. تم استخدامه في الغالب لمباريات كرة القدم وكان ملعب يني ملطية سبور، الذي انتقل إلى ملعب ملطية الجديد. استوعب الملعب 13000 شخص. سُمي على اسم رجل الدولة التركي عصمت إينونو. تم هدمه في نوفمبر 2018.